# Дивишов
Дивишов (на чешки: Divišov; на немски: Diwischow, в стари латински текстове се среща като Divischovium) е град в окръг Бенешов на Средночешкия край в Чехия. Разположен е на поречието на река Сазава, на 39 km от Прага, недалеч от Европейски път E65. Населението му е 1629 души (2016 г.). Общината и околностите ѝ образуват района Дивишовско. Община Дивишов се състои от осем местни области – Далов, Дивишов, Кржешице, Лбосин, Мехнов, Щернов, Радонице и Здебузевес.
Градчето е основано около 1130 г., по времето на чешкия княз Бржетислав I, като за основател се смята човек на име Дивиш, член на княжеската дружина и основноположник на чешкия княжески род Щернберк. От 1350 г. се споменава църквата „Св. Вартоломей“, престроена след пожар през 1740 г. в бароков стил. В криптата са погребани представители от рода Щернберк, както и сестрата на крал Иржи Подебрадски – Елишка. Недалеч се намира и замъкът Чешки Щернберк.

## Съвремие
Тук се намира филиал на заводите ЯВА за производство на състезателни мотоциклети, както и на мотоциклети по поръчка. Край града е изградена и състезателна мотоциклетна писта за спидуей.

## Личности
- Франтишек Кафка (1909 – 1991), писател и преводач
- Ота Кафка (1911 – 1942), спортен журналист и редактор
- Ярослав Симандел (1905 – 1987) основател на JAWA Divisov и мотоциклетен състезател
- Йозеф Доуба (1866 – 1928), художник и илюстратор
- Ченек Винар (1835 – 1872), органист и композитор